# Carmen Ryheul
Carmen Ryheul, née le 13 avril 1971 à Lubumbashi, est une femme politique belge, membre du Vlaams Belang (VB).

## Biographie
Carmen Ryheul naît le 13 avril 1971 à Lubumbashi.
Lors des élections régionales de 2019, elle est élue députée au Parlement flamand.